# Садловіна
Садловіна (пол. Sadłowina) — село в Польщі, у гміні Бакалажево Сувальського повіту Підляського воєводства.
Населення — 73 особи (2011).
У 1975-1998 роках село належало до Сувальського воєводства.

## Демографія
Демографічна структура станом на 31 березня 2011 року:
|          | Загалом | Допрацездатний вік | Працездатний вік | Постпрацездатний вік |
| -------- | ------- | ------------------ | ---------------- | -------------------- |
| Чоловіки | 35      | 9                  | 25               | 1                    |
| Жінки    | 38      | 9                  | 22               | 7                    |
| Разом    | 73      | 18                 | 47               | 8                    |